# До меж заказаних
«До меж заказаних» — перша поетична збірка українського письменника Івана Багряного; вийшла друком у видавництві «Маса» 1929 р. Вже у назві «До меж заказаних» відчутно спротив автора до дійсності, а що ж говорити про зміст?!
У ній представлені різні стилі творчості Багряного: ліричний («Люблю» — 1926, «Вечір зимовий» — 1927, «Дівчині» — 1929), поетичні й громадянські маніфести («Канів» — 1927, «Газават» — 1929, «Товаришам» — 1929), майстерність езопової мови, натяку («Монголія» — 1926, «Туман» — 1927). Єдиного спрямування збірка не має, проте є подиву гідним дебютом молодого поета. Її цілісність саме в цій різнобарвності, багатоликості автора.
Тон збірки — сумний, навіть «занепадницький», але водночас ворожий нашій сучасності. Автор незадоволений тогочасною дійсністю, він або насміхається з неї, або намагається її змінити, або тікає від неї, не оглядаючись.

## Будова збірки
Збірка містить 16 окремих цілісних віршів.

### Вірш «До меж заказаних»
Починає збірку вірш відчайдушним криком бійців, які віддадуть своє життя, але здобудуть перемогу. Кожна нова строфа починається зі смутку:
|  | Перепілка в житі — радість. В пшеницях волошки — смуток. Ворон з ріль — печаль. |

Але хвилину посумувавши, він звертається до коня, щоб той вибив сум із людей, адже бійцям печаль не личить. Вони повинні бути сильні, бо народились для бою. Ліричні герої щиро вірять, що настане той день, коли мирне небо буде над головою, а діти згадають про них з гордістю. Цей вірш однаково починається і закінчується, але коли на початку перепілка — радість, то потім вона асоціюється з ніжністю, волошки з думою, а мак з кров'ю. Тобто, в будь-якому випадку кров бійців проллється, але вони люблять свою Батьківщину більш за все і готові пожертвувати власним життям заради її миру.

### «В далечінь»
Розповідається про страждання коня, який посік копита від крові і постирав підкови. Ніхто не скаржиться, бо не має на це права. Ліричний герой звернув до кузні, в якій мужній майстер зробив нові підкови коневі. І вони знову в повній готовності вирушають у далеку дорогу:
|  | Перескачем путь далекий — Час догонимо з тобою. Нас не спинить біль утоми,І вантаж не зломить спини. Ми маленькі, сірі «гноми» —На розпутті долю спиним… |

### «Чорноземля» і «Вечір зимовий»
Об'єднані спільною тематикою — ліричний герой утік від шуму міста на природу і розмовляє з нею, ніби з живою. Для Івана Багряного утеча — набуття втраченої рівноваги через споглядання й переживання почуттів. У природі він черпає сили, натхнення й оптимізм. Якби він залишився у місті ще хоча б на хвилину, то «знидів би». Світ природи є справжньою стихією ліричного героя. Вітається з чорним полем та старенькою вербою, дивується, що вони вже не ті… Але і він не той… Згадує про те, що було:
|  | А пам'ятаєш:осінь… і плач в баюрі колій… Здавалося, що вчасно б зависнуть на дротах. Го-го, яка дурниця… Глянь: ластівки і повінь, І плуг на скиби скибу так смачно наверта. |

Все навколо — йому миле, усі — друзі: проліски, дітвора, журавлі і гуси…

### Поезія «Канів»
Пряме глузування з індустріалізації. Сум переповнює цей вірш: убогі ниви, хатки похилені в журбі, печальні очі. Ліричний герой у гніві висміює сучасну владу та її урбанізаторів. «Канів» — звернення до Тараса Шевченка в символі пам'ятника. Герой звертається до Пророка риторичними запитаннями:
|  | Чого ж хмурний, понурий? Що жалієш? Що слава розмінялася в словах?Що хутори задрипані німіють. І няньчать злидні, як в минулих днях? |

На місці чарівних українських садів та степів створювались комуни, які зовсім не покращували життя селян. Ідея твору — критика однобічності технічного процесу, коли духовний розвиток відстає від технічного. Хоч люди і будують Дніпровську електростанцію, вони забули про духовне збагачення.

### Вірш «Туман»
Яскравий приклад «езопівської мови».
Езопівська мова (за ім'ям давньогрец. байкаря Езопа) — спосіб замаскованого вираження думки за допомогою натяків, інакомовлення, алюзії, іронії, перифразів, алегорій з метою уникнення цензурних та ін. заборон, переслідувань. Термін запровадив майстер Салтиков-Щедрін, характеризуючи діяльність письменників-сатириків в умовах політичного гніту і цензурних утисків 70-х pp. 19 ст.: «З одного боку, з'явились алегорії, з іншого — мистецтво розуміти ці алегорії, мистецтво читати між рядками. Утворилась особлива рабська манера писати, яка може бути названа езопівською, — манера, що виявила незвичайну спритність у винайденні обмовок, недомовок, іносказань та інших обманних засобів». До Езопівської мови зверталися Є. Гребінка, Т. Шевченко, Л. Глібов, І. Франко, Леся Українка та ін. У 20 ст. ця мова використовується незалежно від тиску цензури, творчо взаємодіє з іншими способами художнього слововживання («Острів пінгвінів» А. Франса, «Війна з саламандрами» К. Чапека, «Народний Малахій» М. Куліша, «Майстер і Маргарита» М. Булгакова, «Аристократ із Вапнярки» О. Чорногуза), стала ознакою переважно сатиричного мислення.
Поезія «Туман» написана у 1946 році. Це були скрутні часи для українців 1946—1947 рр. — голодомор, що відкинув ще далі зруйноване під час війни українське селянство. Прямо говорити про голодомор, як націлене винищення українців, було заборонено. Тож, Іван Багряний, використавши езопівську мову, написав вірш «Туман», що означає «Голодомор». У цій поезії ліричний герой з гнівом розповідає про важкий час: сад обкрадений, страшна зима, відчай над оселями, липкий туман, пісень нема. Дія відбувається узимку, що надає більшого суму і холоду. Ліричний герой у розпачі:
|  | Ні шовкових рос. Ні пісень нема. Лиці одні сніги та липкий туман. Впав на груди піль, на печаль гаїв… Щоб оцей туман та сніги поїв. |

Вірш розпочинається і закінчується однаковим рядком: щоб оцей туман та сніги поїв. Коли влада забрала останні шматки хліба у селян, якщо вона ніяк не може насититись, то нехай вже і з'їсть весь сніг.

### Поезія «Маяк»
присвячена охтирському дитячому містечкові. Це пейзажна лірика: сріблястий вітер, похмурий парк, срібні чотки, німі сніги. Маяк постає символічним образом у поезії, що ніколи не сумує і не підпускає до себе жалю. Біля Маяку побудоване Охтирське містечко, в якому живе молоде покоління — діти. На дітей покладає великі надії, адже вони чесні, мрійливі, люблячі. Можливо, поет сам виріс у цьому містечку і сумує за ним:
|  | Ходжу я ранками, ходжу я вечорами, —Де не ступну — ввижається зоря, Відтворює жадібно вухо мідні гами. Дитячий сміх... ритм праці... личка... довгий ряд. |

### «Жебраки»
Жорстока розповідь про наслідки війни. Починає автор із слів: в драну пелену загорнутий «син Божий» — маленька дитина на руках у п'яної матері. Ця жінка має чоловіка гармоніста, який грає на вулиці. Чомусь у нього чоло покалічене, лице вкрите шрамами, а співає він про «фронти» і «пожари». Голос сумний, сірий, а коли грає, то ніби все надривається. Гармоніст співає про те, що прийшла повістка, і прощається з мамою і татом. Він розповідає про своє минуле, про війну, яка зломила його самого та дружину.

### «Люблю», «Дівчині»
Яскраві приклади інтимної лірики. У першому вірші ліричний герой описує те, що приносить йому радість: тиша, поля, моря та ін. У другому з'являється неймовірної краси дівчина, яка манить усіх людей лише поглядом. Сам герой по вуха закоханий у неї.

## Стилістика «До меж заказаних»
У творчості Івана Багряного поєднані різні, за дослідженнями Г. Костюка, Ю. Войчишина, романтизм, символізм, експресіонізм, натуралізм та ін. Це свідчить про стильовий синтез як провідний напрям його творів.
На рівні поетики учені відмічають такі риси індивідуального стилю Багряного: іронію та сатиру, експресивність мовного виразу, багатство мовної структури, поєднання різної тональності поетичного письма, метафоризм, актуальну проблематику, «народність».
Про авторитетність Тичини для Багряного свідчить маса цитат із його ранніх поезій у прозових творах останнього та факт, що Багряний у своїх публіцистичних працях завжди згадує Тичину як одного з творців українського відродження.